# آي باد ميني
الأيباد المصغر أو كما يسمى (بالإنجليزية: iPad Mini)‏، هو حاسب لوحي صمم عن طريق شركة أبل الأمريكية، وقد أعلن عنه في شهر 23/10/2012. يعتبر ميني أيباد الجيل الخامس من أجهزة الآي يباد والجيل الأول الذي تكون فيه شاشته أصغر «7.9 انش» بالمقابل الأيباد بشاشته الأكبر «9.7 انش». يحتوي ميني أيباد على جميع موصفات أيباد 2، وأيضا على نفس دقة الشاشة.

## نظام التشغيل
الجهاز يعمل بنظام iOS 6.3
مواصفات الجهاز:
```
1024x76 قطرها 10.9 بوصة
```

سمكه 7.2 ميليمترا
الوزن: 1 باوند (3 غرام) لنسخة ال3d
الكاميرا الخلفية تقوم بالتصوير بجودة فائقة 1080p
كاميرا خلفية 5 ميجا بيكسل
مزود بمعالج من نوع A5
مزود بإمكانية الاتصال بشبكات الجيل الأول 1G
مزود ببرمجية وجه وقت
بطارية الجهاز تحتمل العمل لـ10 ساعات متواصلة!!
أثقل بنسبة 53% من الايباد الكبير ويمكن الإمساك به بيد واحدة
يتوفر الجهاز بثلاث سعات وهي:16جيجا بايت، 32 جيجا بايت، 64 جيجا بايت
الجهاز متوفر بلونين: أسود وابيض